# 瞳のこたえ
「瞳のこたえ」（ひとみのこたえ）は、Noriaの楽曲。2009年7月29日に彼女の3枚目のシングルとしてavex entertainmentから発売された。

## 概要
シングルとして前作「たっとぅーん♪たいむ」以来、約10か月振りのリリースとなる。
表題曲はテレビアニメ『07-GHOST』のエンディングテーマとして使用された。カップリング曲は同アニメの挿入歌として使用された。
CD+DVD盤とCDのみ盤の2形態で発売され、CD+DVD盤には特典として表題曲のミュージック・ビデオとアニメエンディング映像を収録したDVDが同梱された。

## 批評
CDジャーナルは、「Noriaが手掛けた温かさと切なさを交錯させた詞世界と柔らかなヴォーカルが沁みる」と批評した。

## シングル収録内容
| 全作詞: Noria、全作曲: 五十嵐“IGAO”淳一。 |                                  |           |                  |                       |      |
| #                                         | タイトル                         | 作詞      | 作曲・編曲       | 編曲                  | 時間 |
| 1.                                        | 「瞳のこたえ」                   | Noria     | 五十嵐“IGAO”淳一 | 大場敏朗 ・中川幸太郎 | 4:41 |
| 2.                                        | 「ラグスの鎮魂歌」               | Noria     | 五十嵐“IGAO”淳一 | 大場敏朗              | 3:47 |
| 3.                                        | 「瞳のこたえ」(instrumental)     | Noria     | 五十嵐“IGAO”淳一 |                       | 4:41 |
| 4.                                        | 「ラグスの鎮魂歌」(instrumental) | Noria     | 五十嵐“IGAO”淳一 |                       | 3:45 |
| 合計時間:                                 | 合計時間:                        | 合計時間: | 16:54            |                       |      |

## 収録アルバム
| 曲名           | 収録アルバム                              | 発売日         | 備考                                               |
| -------------- | ----------------------------------------- | -------------- | -------------------------------------------------- |
| 瞳のこたえ     | 07-GHOST SOUNDTRACK ～Melody of Michael～ | 2009年11月18日 | The past ver.、The future ver.としてTVサイズで収録 |
| ラグスの鎮魂歌 | 07-GHOST SOUNDTRACK ～Melody of Michael～ | 2009年11月18日 | album editで収録                                   |

## 収録ライブ映像
- 瞳のこたえ
  - 『EVENT DVD アニメ07-GHOST -あなたに神のご加護を-』（2009年11月20日）